# زمین‌لرزه سونامی

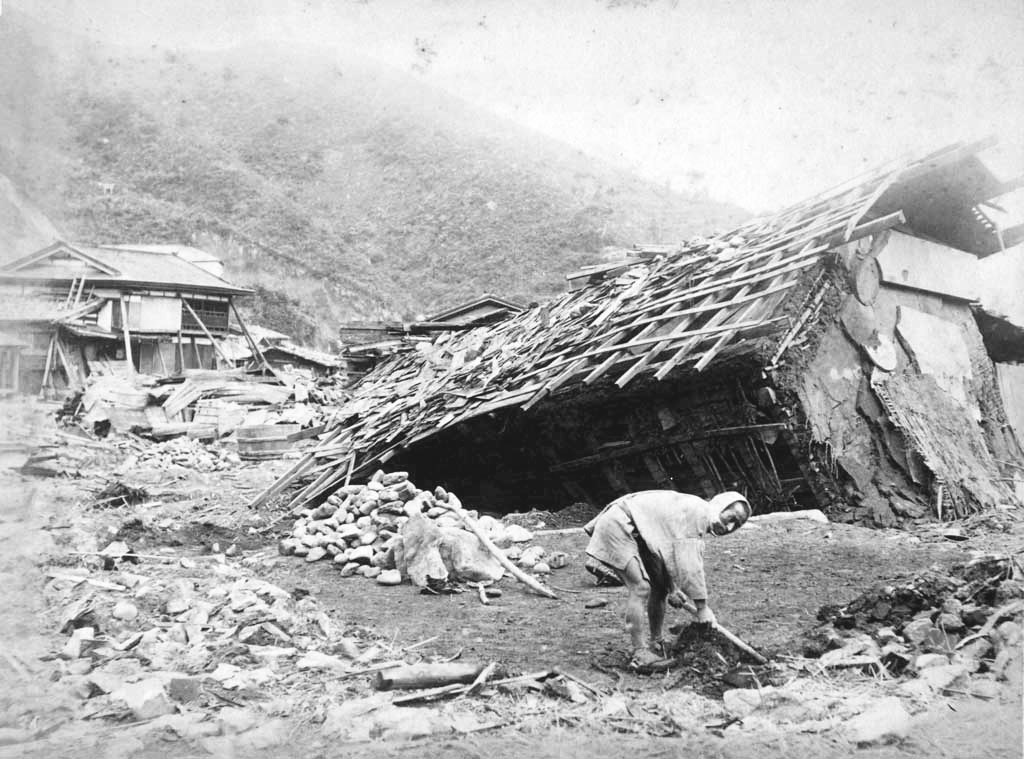
پیامد زمین لرزه

در لرزه‌شناسی، زمین‌لرزه سونامی (انگلیسی: Tsunami earthquake) نوعی زمین‌لرزه است که باعث ایجاد سونامی به مقدار قابل توجهی بزرگ‌تری می‌شود که بزرگی آن توسط امواج لرزه‌ای کوتاه‌مدت اندازه‌گیری می‌شود. این اصطلاح در سال ۱۹۷۲ توسط هیرو کاناموری لرزه‌شناس ژاپنی معرفی شد. زمین‌لرزه‌های سونامی در نتیجه سرعت گسیختگی نسبتاً آهسته زمین است. چنین رویدادهایی به‌طور ویژه خطرناک هستند زیرا ممکن است یک سونامی بزرگ با هشدار کم یا بدون هشدار به خط ساحلی برسد.

## نمونه‌ها
- زمین‌لرزه ۱۹۹۲ نیکاراگوئه، اولین زمین‌لرزه سونامی که با شبکه لرزه‌نگاری پهن‌باند ثبت شد.
- زمین‌لرزه ۱۹۰۷ اندونزی
- زمین‌لرزه ۱۹۳۲ خالیسکو
- زمین‌لرزه ۱۹۴۶ جزایر آلیوتی
- زمین‌لرزه نوامبر ۱۹۶۰ پرو
- زمین‌لرزه ۱۹۶۳ جزایر کوریل
- زمین‌لرزه ۱۹۹۴ جاوه
- زمین‌لرزه ۱۹۹۶ چیمبته
- زمین‌لرزه ژوئیه ۲۰۰۶ جاوه
- زمین‌لرزه اکتبر ۲۰۱۰ سوماترا